# Dicks: The Musical
Dicks: The Musical es una película de comedia musical estadounidense de 2023 dirigida por Larry Charles, basada en el musical Off-Broadway Fucking Identical Twins de Josh Sharp y Aaron Jackson. La película está protagonizada por Sharp y Jackson como un par de gemelos idénticos que planean reunir a sus padres divorciados.
La película tuvo su estreno mundial en el Festival Internacional de Cine de Toronto de 2023 el 7 de septiembre de 2023. El 6 de octubre de 2023 fue estrenada en Estados Unidos por A24, como la primera película musical del estudio.

## Sinopsis
Dos adversarios comerciales que se dan cuenta de que son hermanos gemelos idénticos deciden cambiar de lugar para reunir a sus padres divorciados y poder volver a ser una familia real.

## Reparto
- Josh Sharp como Craig
- Aaron Jackson como Trevor
- Nathan Lane como Harris
- Megan Mullally como Evelyn
- Bowen Yang como God
- Megan Thee Stallion como Gloria
- Tom Kenny como Backpack
- Frank Todaro como Whisper
- Sonya Eddy como Sonya the old lady
- Danielle Perez como Danielle
- Nick Offerman como Steve Chaney
- D'Arcy Carden como vecino

## Producción

### Desarrollo
En junio de 2016, 20th Century Fox iba a producir una adaptación cinematográfica del musical de dos hombres de Josh Sharp y Aaron Jackson , F***ing Identical Twins, con Sharp y Jackson escribiendo el guion y la productora de Peter Chernin para Fox. En febrero de 2022, A24 adquirió la película después de que Fox se fusionara con Disney, con Chernin Entertainment todavía encargada de producir y cofinanciar la película, y Larry Charles iba a dirigir.

### Casting
El 17 de febrero de 2022, se anunció Sharp y Jackson retomarían sus papeles y Megan Thee Stallion, Nathan Lane, Megan Mullally y Bowen Yang se unieron al elenco.

## Estreno
Tuvo su estreno mundial en el Festival Internacional de Cine de Toronto de 2023 el 7 de septiembre de 2023, donde ganó el premio People's Choice Award por Midnight Madness. Fue estrenada en los Estados Unidos por A24 el 6 de octubre de 2023. Anteriormente, su estreno estaba programado para el 29 de septiembre de 2023.
La banda sonora se anunció el 11 de septiembre de 2023 y consta de una combinación de 25 pistas: tanto las canciones como el guion bajo incidental, cuyo lanzamiento fue el 6 de octubre, el mismo día de la película. Junto al anuncio del álbum, la canción “All Love is Love” se dio a conocer como sencillo a través de plataformas digitales. El sencillo de Nathan Lane "Gay Old Life" fue lanzado el 22 de septiembre, mientras que la canción de Megan Thee Stallion "Out Alpha the Alpha" fue lanzada el 4 de octubre, y su video musical reveló lo siguiente día.